# Verwarnung (Fußball)

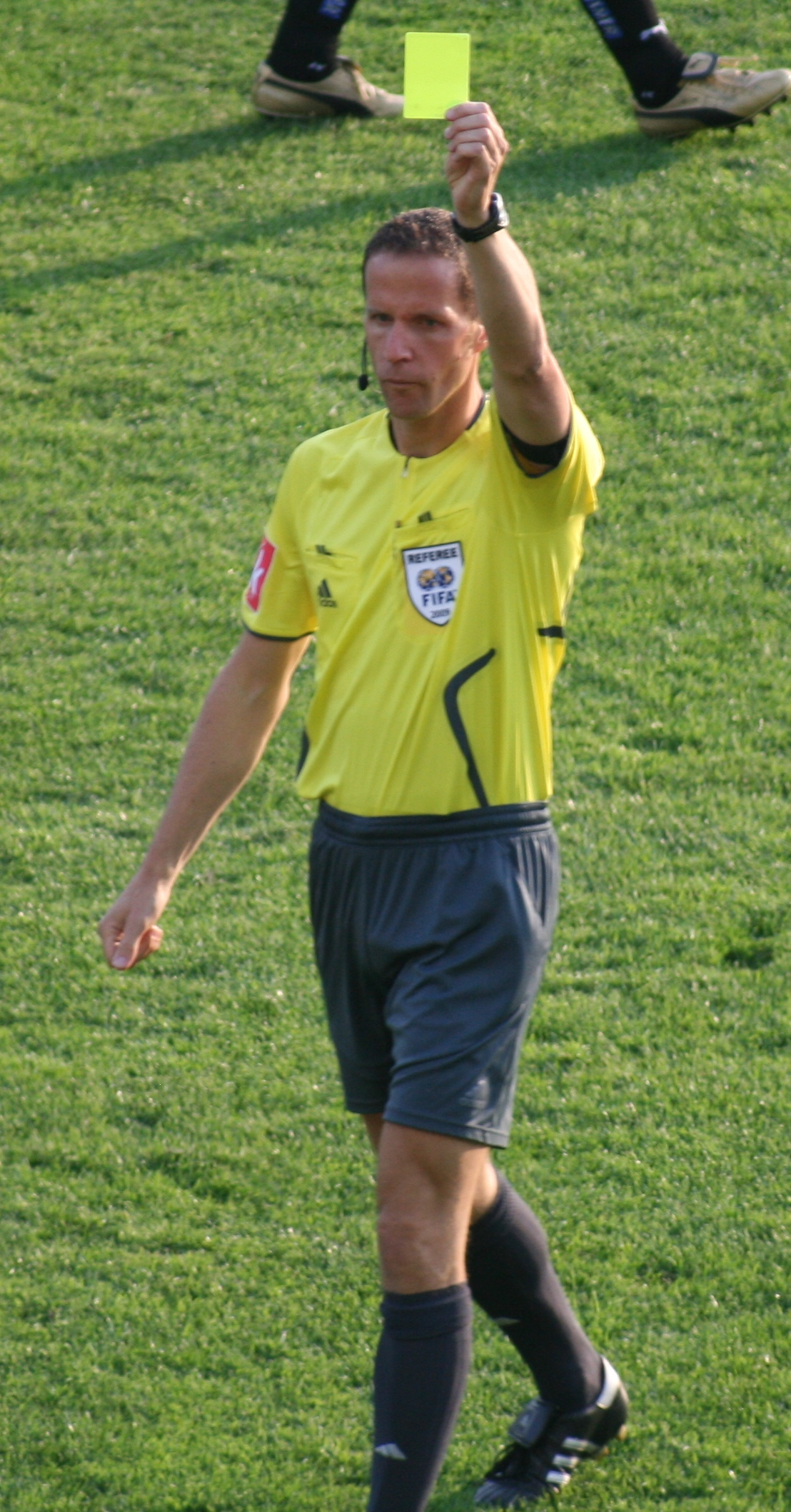
Der österreichische Bundesliga-Schiedsrichter Robert Schörgenhofer zeigt gelb nach einem Foul

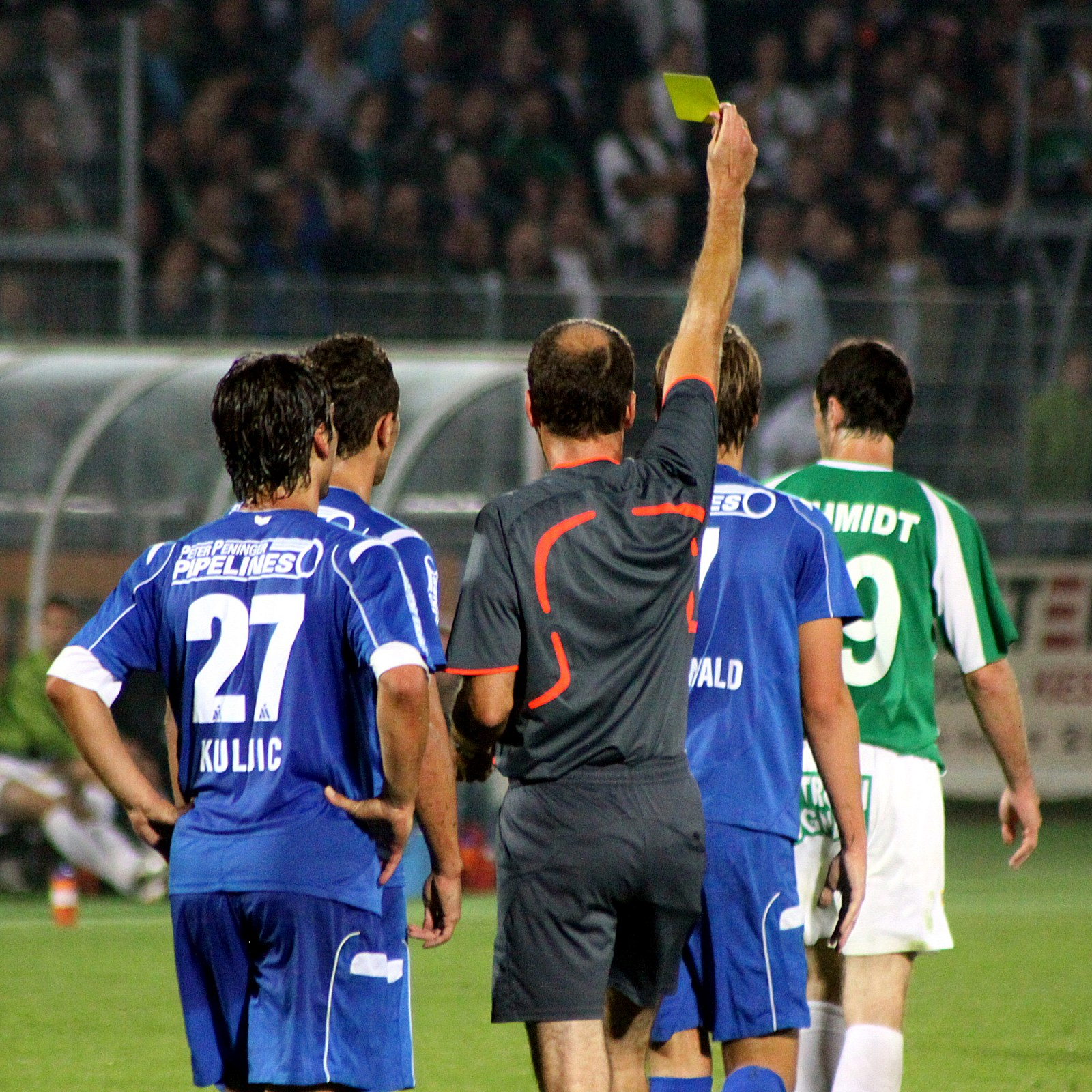
Schiedsrichter Dietmar Drabek verwarnt einen Spieler mit der gelben Karte

Unter einer Verwarnung versteht man im Fußball eine Disziplinarmaßnahme, die umgangssprachlich auch als gelbe Karte bekannt ist. Sie darf wie jede Disziplinarmaßnahme nur in einer Spielunterbrechung und einzig durch den Fußballschiedsrichter ausgesprochen werden. Außerdem soll sie besonders zur Sanktionierung sogenannter „rücksichtsloser“ Fouls genutzt werden.

## Vergehen, die eine Verwarnung nach sich ziehen
Eine Verwarnung kann nur gegen einen Spieler, Ersatzspieler, ausgewechselten Spieler sowie Trainer oder sonstigen Mannschaftsoffiziellen ausgesprochen werden, wenn dieser z. B.
1. sich unsportlich verhält (z. B. foult, sofern das Foul schwerwiegend genug oder ein taktisches Foul ist und nicht sofort ein Platzverweis zu verhängen ist),
2. durch Worte oder Handlungen protestiert,
3. wiederholt gegen die Spielregeln verstößt (wie viele Wiederholungen notwendig sind, liegt im Ermessen des Schiedsrichters),
4. die Wiederaufnahme des Spiels verzögert (dazu gehört auch Ballwegschießen nach einer Spielunterbrechung),
5. beim Eckstoß, Einwurf oder Freistoß den vorgeschriebenen Abstand nicht einhält,
6. ohne Genehmigung des Schiedsrichters das Spielfeld verlässt oder wieder betritt,
7. einen übertriebenen Torjubel (z. B. Trikot ausziehen, auf den Zaun klettern) begeht,
8. unautorisiert Markierungen auf dem Spielfeld anbringt,
9. den Schiedsrichter-Videobereich betritt,
10. übermäßig das Zeichen für eine Videoüberprüfung anzeigt.[2]

Die Beurteilung über einen möglichen verwarnungswürdigen Regelverstoß, vor allem über die Unsportlichkeit, hat jeder Schiedsrichter selbst zu treffen. Daher ist es in letzter Konsequenz auch nicht möglich, zweifelsfrei abzugrenzen, was verwarnungswürdig ist und was nicht.
Zur Saison 2019/2020 führte die FIFA Verwarnungen und Feldverweise auch für Trainer ein. In der Bundesliga werden Trainer nach vier Gelben Karten für ein Spiel gesperrt. Als erster Mannschaftsverantwortlicher in der Bundesliga wurde Steffen Baumgart, damals Trainer des SC Paderborn 07, von Schiedsrichter Tobias Welz verwarnt, nachdem er eine Schiedsrichterentscheidung mit dem Zu-Boden-Werfen seiner Mütze quittiert hatte.

## Variationen
Es gibt mehrere Variationen der Verwarnung:
1. Die Gelbe Karte zieht keine direkten Folgen für den Spieler nach sich, der Verwarnte muss jedoch in weiterer Folge vorsichtiger handeln, um einer zweiten Verwarnung zu entgehen. In diesem Fall zücken Schiedsrichter die Gelb-Rote Karte, womit der betroffene Spieler für den Rest des Spiels des Feldes verwiesen wird.[5] Darüber hinaus werden Spieler in vielen Profi-Wettbewerben für ein Spiel gesperrt, wenn sie eine Gelb-Rote Karte oder eine bestimmte Anzahl von Gelben Karten bekommen haben (Gelbsperre).
2. Die Blaue Karte in der Halle oder in manchen Ländern auch im Nachwuchs bewirkt einen Feldverweis auf Zeit.[6] Auch hier bedeutet die zweite Verwarnung in demselben Spiel einen Ausschluss auf Dauer.

Am 20. November 1982 beschloss der DFB die Einführung einer Zeitstrafe (10 Minuten) in seinen Profiligen zur Saison 1983/84. Zeitstrafen fanden bereits seit der Saison 1978/79 Anwendung im Amateur-Spielbetrieb. 1992 wurde diese Regelung zwar wieder verworfen, jedoch startete der Hessische Fußball-Verband zur Spielzeit 2021/22 ein zunächst auf zwei Spielzeiten befristetes Pilotprojekt, in dem die Zeitstrafe im Herrenbereich auf Kreisebene wiedereingeführt wurde. Dieses wurde zur Saison 2023/24 verlängert und auf alle Spielklassen auf Kreisebene ausgeweitet.

## Geldstrafen
Wenig bekannt ist, dass Verwarnungen wie auch Platzverweise zumindest in oberen Ligen manchmal auch mit einer Geldstrafe verbunden sind. Nach dem Reglement des Schweizerischen Fussballverbandes muss ein Super-League-Spieler bei der ersten Verwarnung 100 Franken bezahlen. Bei jeder weiteren Verwarnung wird die Buße jeweils um 100 bis 140 Franken erhöht. So kosten die ersten vier Verwarnungen einen Super-League-Spieler 1000 Franken.

## Statistik und Kuriositäten
Die meisten Verwarnungen während einer Fußball-Weltmeisterschaft gab es bei der WM 2022. Im Viertelfinale zwischen den Niederlanden und Argentinien (3:4 n. E.) zeigte Referee Antonio Mateu Lahoz insgesamt 17 Gelbe und eine Gelb-Rote Karte.
Im Vorrunden-Spiel der WM 2006 gegen Australien bekam der Kroate Josip Šimunić insgesamt drei Gelbe Karten vom damaligen Schiedsrichter Graham Poll gezeigt. Poll, der Šimunić dadurch erst in der dritten Minute der Nachspielzeit und nicht bereits drei Minuten zuvor mit Gelb-Rot des Feldes verwies, beendete nach diesem Vorfall seine Länderspiel-Karriere.